# U hoa nhám
Lát ruối hay u hoa nhám (danh pháp khoa học: Aphananthe aspera) là một loài thực vật có hoa trong họ Cannabaceae. Loài này được Carl Peter Thunberg mô tả khoa học đầu tiên năm 1784 dưới danh pháp Prunus aspera. Năm 1873 Jules Émile Planchon chuyển nó sang chi Aphananthe. Loài cây này được tìm thấy trên các sườn núi và các bờ suối từ 100 đến 1.600 m. Là cây gỗ (hiếm khi là cây bụi) cao tới 25 m, đường kính ngang ngực tới 50 cm, lá sớm rụng. Là loài bản địa Trung Quốc (An Huy, Phúc Kiến, Quảng Đông, Quảng Tây, Quý Châu, Hồ Bắc, Hồ Nam, Giang Tô, Giang Tây, Thiểm Tây, Sơn Đông, Sơn Tây, Tứ Xuyên, Vân Nam, Chiết Giang), Đài Loan, Nhật Bản, Triều Tiên, Hàn Quốc và Việt Nam.

## Sử dụng
Loài cây này được sử dụng như một cây cảnh trong khu vườn cổ điển Trung Hoa. Aphananthe aspera là một nguồn chất xơ và gỗ, và đã được sử dụng để làm giấy. Lá thu hoạch vào mùa thu được sử dụng như một loại giấy nhám mịn để đánh bóng gỗ và các vật liệu tương tự.

## Hình ảnh

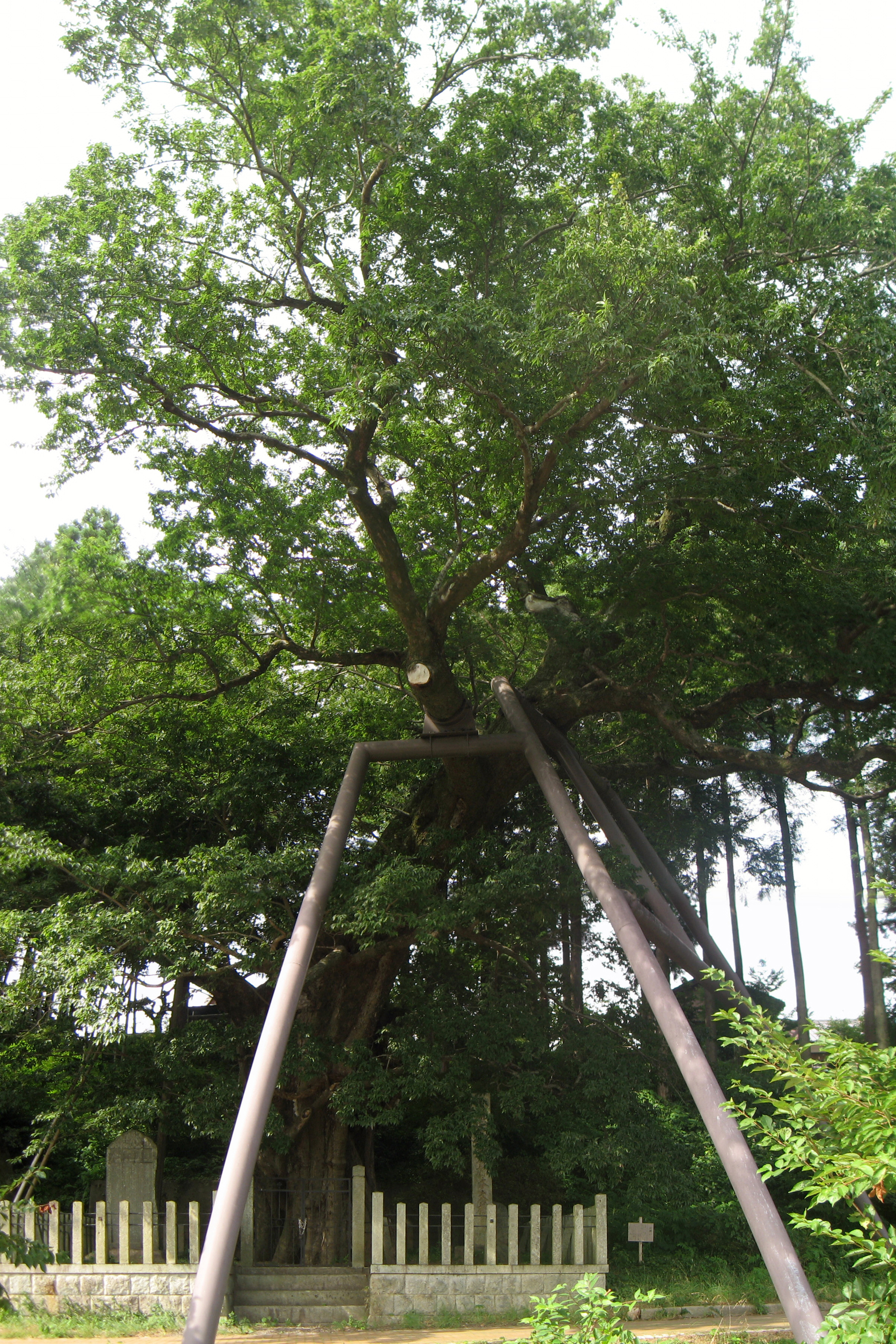
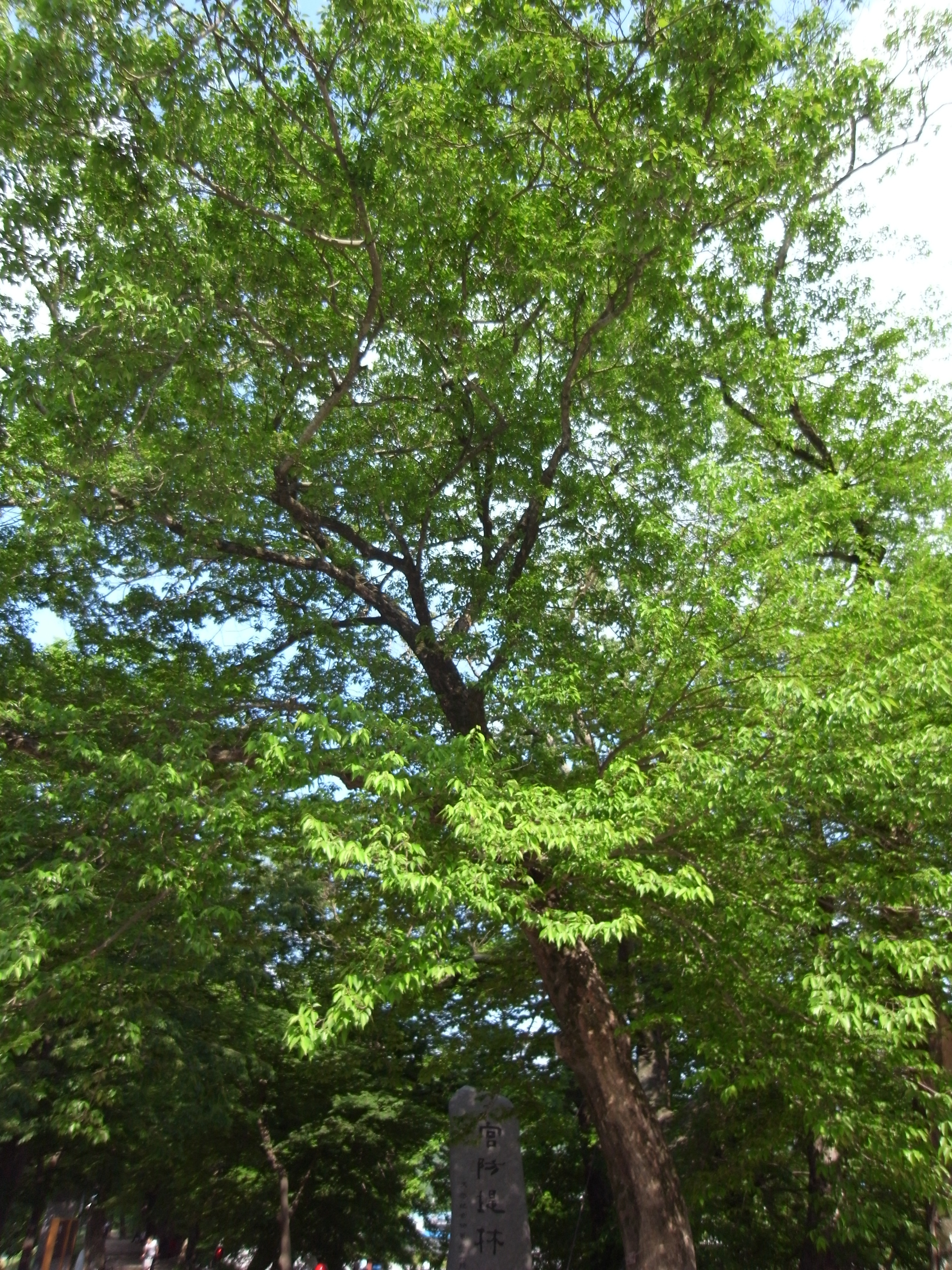
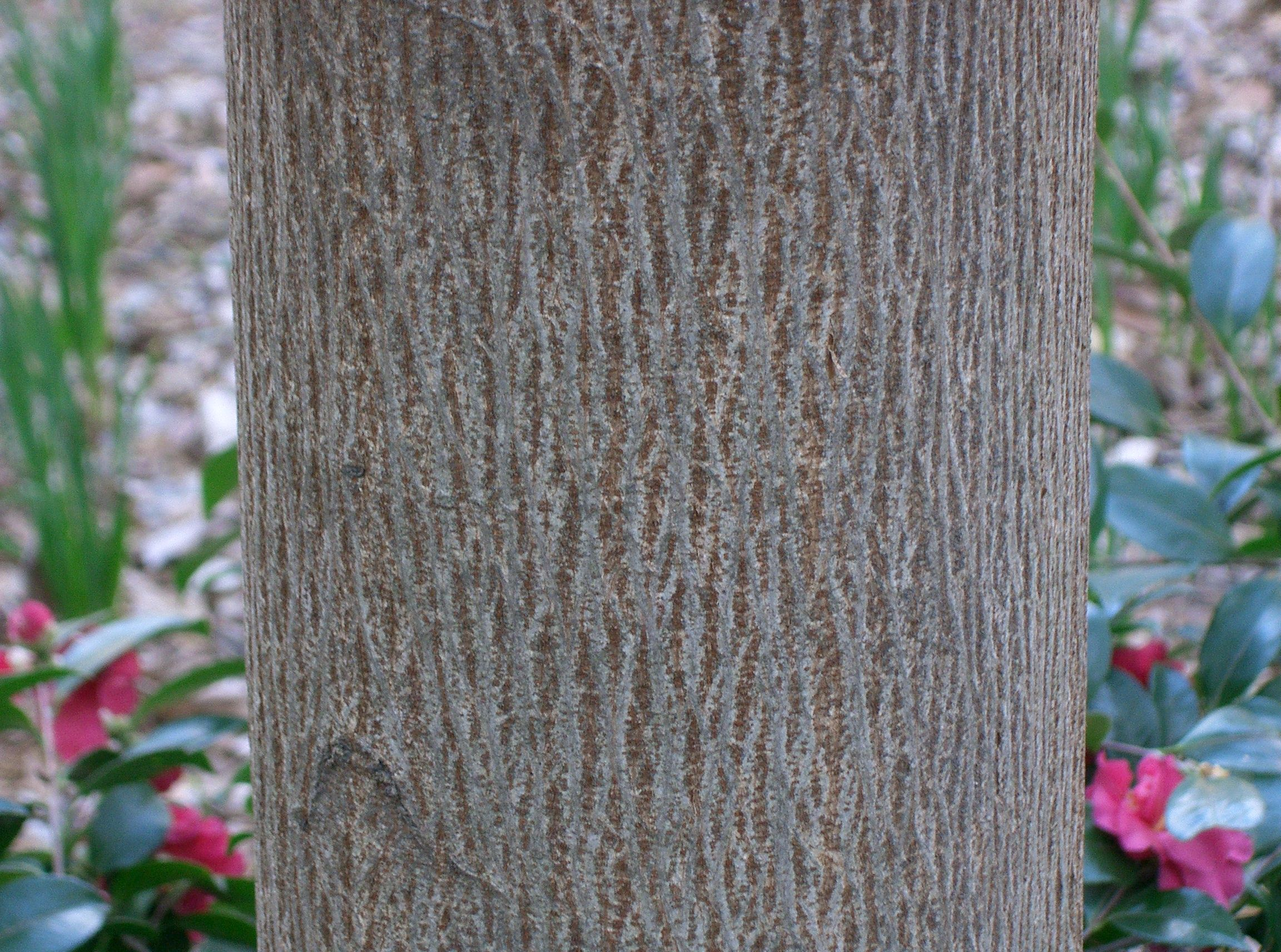
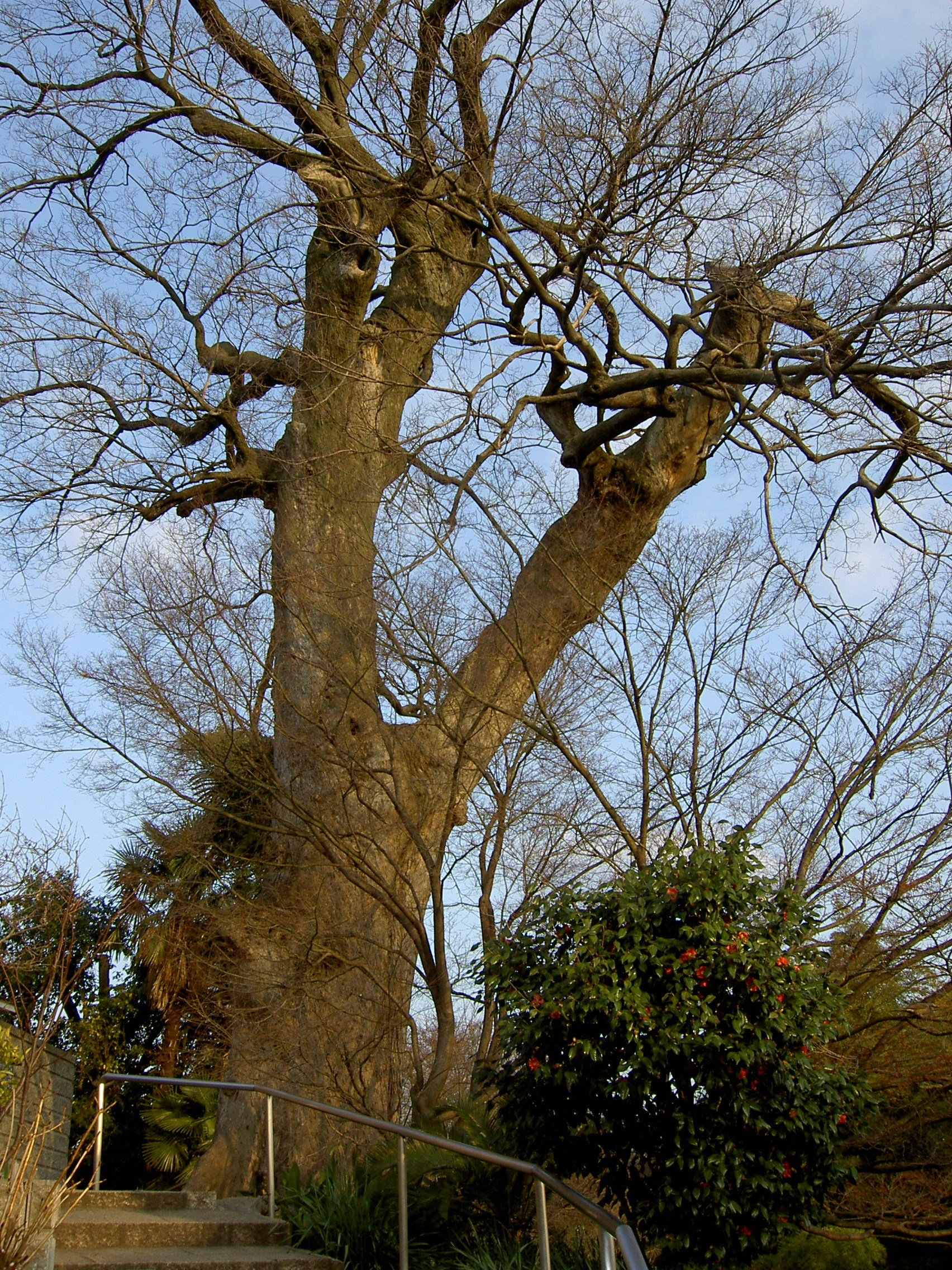